# Krzysztof Gawkowski
Krzysztof Kamil Gawkowski (ur. 11 kwietnia 1980 w Warszawie) – polski polityk, działacz samorządowy i pisarz, doktor nauk humanistycznych, poseł na Sejm IX i X kadencji (od 2019), przewodniczący Koalicyjnego Klubu Parlamentarnego Lewicy (2019–2023), wiceprzewodniczący SLD (2016–2018) i Nowej Lewicy (od 2021), wiceprezes Rady Ministrów i minister cyfryzacji w trzecim rządzie Donalda Tuska (od 2023).

## Życiorys

### Wykształcenie i działalność zawodowa
Wychowywał się w Wołominie. Absolwent technikum kolejowego. Pracował na warszawskim Jarmarku Europa, później prowadził firmę reklamową.
Studiował prawo na Uniwersytecie Warszawskim, nie kończąc tego kierunku. W 2006 uzyskał magisterium z politologii w Wyższej Szkole Komunikowania i Mediów Społecznych w Warszawie. W latach 2007–2008 był nauczycielem akademickim prowadzącym zajęcia z prawa administracyjnego w Wyższej Szkole Bezpieczeństwa i Ochrony w Warszawie. W 2011 uzyskał na Akademii Humanistycznej im. Aleksandra Gieysztora w Pułtusku stopień doktora nauk humanistycznych w zakresie nauk o polityce na podstawie rozprawy pt. Prawo wyborcze do samorządu terytorialnego w III RP na tle europejskim. Promotorem jego pracy był Leszek Moczulski. Został wykładowcą Uczelni Techniczno-Handlowej im. Heleny Chodkowskiej w Warszawie.
Autor powieści kryminalnych Piętno prawdy (2010), Cień przeszłości (2018) i Odnowa (2021). Wraz z Leszkiem Millerem napisał wstęp do Niezbędnika historycznego lewicy (2013).

### Działalność polityczna
Działał w Federacji Młodych Socjaldemokratów. W 2000 wstąpił do Sojuszu Lewicy Demokratycznej. W wyborach samorządowych w 2002 i 2006 wybierany był na funkcję radnego rady miejskiej w Wołominie. W wyborach samorządowych w 2010 uzyskał mandat radnego Sejmiku Województwa Mazowieckiego IV kadencji, który wykonywał do 2014. W wyborach parlamentarnych w 2011 bezskutecznie ubiegał się o mandat poselski z pierwszego miejsca na liście SLD w okręgu wyborczym nr 16 (Płock). Był członkiem władz krajowych SLD, w 2012 został sekretarzem generalnym partii. W 2014 nie ubiegał się o reelekcję w wyborach wojewódzkich.
Ze strony SLD był odpowiedzialny za negocjacje przeprowadzone w siedzibie OPZZ przed zawarciem koalicji wyborczej Zjednoczona Lewica (zawiązanej przed wyborami parlamentarnymi w 2015 przez SLD, TR, PPS, UP oraz Partię Zieloni). W wyborach tych bezskutecznie ubiegał się o mandat w okręgu wyborczym nr 4 (Bydgoszcz). W grudniu 2015 podczas krajowej konwencji SLD został ogłoszony jednym z dziesięciu kandydatów ubiegających się o funkcję przewodniczącego SLD. W wyborach powszechnych w partii zajął trzecie miejsce z poparciem 22%. 23 stycznia 2016 przestał piastować funkcję sekretarza generalnego SLD, został natomiast wybrany na wiceprzewodniczącego partii.
W wyborach samorządowych w 2018 bez powodzenia kandydował ponownie do Sejmiku Województwa Mazowieckiego. 6 listopada tego samego roku złożył rezygnację z członkostwa w SLD. Dziesięć dni później ogłosił rozpoczęcie współpracy z Robertem Biedroniem w celu tworzenia struktur jego nowej partii. W 2019 zaangażował się w działalność partii Wiosna, zostając sekretarzem jej zarządu oraz kandydatem do Parlamentu Europejskiego (nie uzyskał mandatu).
W wyborach parlamentarnych w 2019 został wybrany do Sejmu IX kadencji z ramienia SLD (w ramach porozumienia partii lewicowych), otrzymując w okręgu bydgoskim 30 859 głosów. W Sejmie został członkiem Komisji Cyfryzacji, Innowacyjności i Nowoczesnych Technologii. W listopadzie 2019 powołany na przewodniczącego klubu Lewicy. W czerwcu 2021, po rozwiązaniu Wiosny, został członkiem Nowej Lewicy; w październiku tego samego roku objął funkcję wiceprzewodniczącego tej partii.
W wyborach w 2023 z powodzeniem ubiegał się o poselską reelekcję (z wynikiem 21 831 głosów). Na czele Koalicyjnego KP Lewicy stał do 12 grudnia 2023, kiedy to zastąpiła go Anna Maria Żukowska. Tego samego dnia Sejm X kadencji wybrał go na urzędy wicepremiera i ministra cyfryzacji w trzecim rządzie Donalda Tuska. Następnego dnia został przez prezydenta RP Andrzeja Dudę powołany na te stanowiska.

## Życie prywatne
Deklaruje się jako katolik. Żonaty, ma dwie córki i syna.

## Wyniki wyborcze
| Wybory | Komitet wyborczy  | Komitet wyborczy                          | Organ                                         | Okręg        | Wynik          |
| ------ | ----------------- | ----------------------------------------- | --------------------------------------------- | ------------ | -------------- |
| 2002   |                   | Sojusz Lewicy Demokratycznej – Unia Pracy | Rada Miejska w Wołominie                      | nr 2         | 197 (3,04%)    |
| 2006   |                   | Lewica i Demokraci                        | Rada Miejska w Wołominie                      | nr 2         | 259 (6,07%)    |
| 2010   |                   | Sojusz Lewicy Demokratycznej              | Sejmik Województwa Mazowieckiego III kadencji | nr 4         | 10 957 (3,60%) |
| 2011   | Sejm VII kadencji | Sojusz Lewicy Demokratycznej              | nr 16                                         | 5503 (1,99%) |                |
| 2015   |                   | Zjednoczona Lewica                        | Sejm VIII kadencji                            | nr 4         | 12 956 (3,46%) |
| 2018   |                   | SLD Lewica Razem                          | Sejmik Województwa Mazowieckiego V kadencji   | nr 7         | 12 609 (2,64%) |
| 2019   |                   | Wiosna                                    | Parlament Europejski IX kadencji              | nr 4         | 1845 (0,13%)   |
| 2019   |                   | Sojusz Lewicy Demokratycznej              | Sejm IX kadencji                              | nr 4         | 30 859 (6,59%) |
| 2023   |                   | Nowa Lewica                               | Sejm X kadencji                               | nr 4         | 21 831 (4,09%) |

## Publikacje
Naukowe i publicystyczne
- Administracja samorządowa w teorii i praktyce, Wydawnictwo Adam Marszałek, Toruń 2017, ISBN 978-83-8019-757-2[32]
- Cyberkolonializm, Helion, Gliwice 2018, ISBN 978-83-283-4801-1[33][34]
- Obudzić państwo, Warszawska Firma Wydawnicza, Warszawa 2015, ISBN 978-83-7805-339-2[35]
- Nowe Państwo, Bookplan.pl, Warszawa 2023, ISBN 978-83-960681-2-5

Powieści
- Cień przeszłości, Warszawska Firma Wydawnicza, Warszawa 2018, ISBN 978-83-7805-359-0
- Odnowa@, Rozpisani.pl, Warszawa 2021, ISBN 978-83-96068101
- Piętno prawdy, Warszawska Firma Wydawnicza, Warszawa 2010, ISBN 978-83-61748-44-1[36]